# Maricole
Le maricole (in neerlandese maricolen) sono una famiglia religiosa cattolica divisa in varie congregazioni di diritto diocesano legate ai carmelitani scalzi e diffuse in Belgio.

## Storia
Le loro origini risalgono al 19 marzo 1663, quando il carmelitano scalzo Ermanno di San Norberto tenne a Termonde una predica sulle vie dell'orazione mentale secondo Teresa di Gesù: la beghina Anna Puttemans e altre giovani decisero di riunirsi in comunità per condurre uno stile di vita secondo il modello proposto da Ermanno.
Esse non costituivano una congregazione religiosa ma una "umile e libera famiglia" (le maricole, infatti, non emettevano voti pubblici ed erano libere di abbandonare la comunità). Il loro fine era il culto mariano (donde il nome di "maricole", dal latino Mariam colere); osservavano la regola del Carmelo e si sostentavano unicamente con il lavoro manuale.
Il vescovo di Gand approvò la loro forma di vita il 4 dicembre 1663 e ottennero il riconoscimento formale da parte dei carmelitani scalzi con decreto del definitorio generale dell'Ordine del 26 marzo 1672.

## Attività e diffusione
Le comunità di maricole sono diffuse in tutto il Belgio e sono riunite in varie congregazioni di diritto diocesano: la più antica è quella di Bruges, fondata nel 1667 ed erede del nucleo originale di Termonde; la congregazione di Anversa fu istituita nel 1673; la congregazione di Lede si organizzò nel 1663; la congregazione di Deinze è erede della comunità di Gand, sorta nel 1671; la congregazione di Staden divenne autonoma da quella di Bruges nel 1844; le due congregazioni di Lovanio (sorta dopo il 1673) e Landen (fondata verso il 1850) hanno preso il nome di Figlie di Maria.
Le maricole si dedicano anche all'insegnamento (anche in istituti tecnici e professionali), all'assistenza agli anziani, alla cura dei malati mentali, al lavoro nelle missioni (Congo, Guatemala, Ruanda).